# Par de Cooper

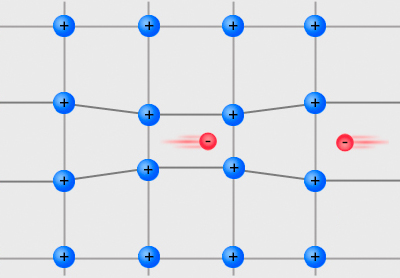
Elétrons Cooper-emparelhados em estado sólido

Um  par de Cooper é um par de elétrons que estão ligados de uma certa maneira descrita pela primeira vez por Leon Cooper.  Cooper mostrou que uma atração pequena arbitrária elétrons em um metal pode causar um estado de paridade de elétrons que tenham uma energia menor do que a energia de Fermi, o qual implica que o par está ligado. Em supercondutores normais, esta atração é causada pela interação elétron-fônon.  O estado par de Cooper forma a base da teoria BCS da supercondutividade, desenvolvida por John Bardeen, John Schrieffer e Leon Cooper, pela qual eles dividiram o Prêmio Nobel de 1972.

## Uma explicação simplificada
Um elétron em um metal normalmente comporta-se basicamente como uma partícula livre. O elétron é repelido dos outros elétrons devido a sua carga similar, mas isto também atrai os íons positivos de forma que estes íons atraem a outros elétrons (a interação elétron-fônon). Esta atração devida aos íons deslocados pode superar a repulsão dos elétrons tendo a mesma carga, causando seu emparelhamento. Geralmente, o emparelhamento só ocorre a baixas temperaturas e é muito fraco, o que significa que os elétrons emparelhados podem estar a várias centenas de nanômetros uns dos outros.
Cooper originalmente só considerou o caso de um par isolado formado em um metal. Quando se considera o estado mais realista consistindo em muitos elétrons formando parelhas como se faz na completa Teoria BCS, se encontra que o emparelhamento abre uma lacuna no espectro contínuo de estados de energia permitida dos elétrons, o que significa que todas as excitações do sistema devem possuir alguma mínima quantidade de energia. Esta lacuna leva à supercondutividade, já que as pequenas excitações tais como a dispersão de elétrons estão impedidas.
Herbert Fröhlich foi o primeiro a sugerir que os elétrons podem atuar como pares unidos por vibrações na estrutura do material. Isto foi acusado pelo efeito isótopo observado em supercondutores. O efeito isótopo mostrou que os materiais com íons mais pesados tinham menores temperaturas de transição a supercondutor. Isto pode explicar-se muito bem pela teoria dos pares de Cooper: os íons mais pesados são os mais difíceis de mover-se, pelo que seriam menos capazes de atrair elétrons resultando em uma menor energia de união para os pares de Cooper.
O par ainda será um par de Cooper se {\displaystyle k_{1}=k_{2}} e {\displaystyle k_{1}-q=-(k_{1}-q)=-(-k_{2}-q)=-(k_{2}+q)}.
A teoria de Cooper é muito geral e não depende da interação específica elétron-fônon. Especialistas em matéria condensada têm proposto mecanismos de emparelhamento baseados em outras interações atrativas tais como interações elétron-excíton ou elétron-plasmon. Atualmente, nenhuma destas duas últimas interações têm sido observadas em qualquer material.

## Importância para os supercondutores
Elétrons pertencem ao grupo das partículas chamadas férmions, e tem um spin de 1/2 (conforme o Teorema da estatística do spin). O significado na estatística de Fermi-Dirac, é que se um estado de energia mais baixa é alcançado, os spins em cada um de dois férmions antiparalelos está um alinhado ao outro.
Descritivamente isto significa que o spin de um elétron apresenta-se como "acima" (d. h. é +1/2), e que o outro apresenta-se como "abaixo“ (d. h. é -1/2). O total dos spins de um par de Cooper é consequentemente 0. Conseqüentemente os pares de Cooper não são férmions, mas bósons. Aos bósons aplica-se entretanto não a estatística de Fermi-Dirac, mas a estatística de Bose-Einstein. Porém a situação não pode ser comparada aqui com um condensado de Bose-Einstein, já que os pares de Cooper emparelham-se não como as partículas independentes de um gás de Bose podem ser consideradas.
Isto explica não obstante mais as características dos supercondutores metálicos, já que os pares de Cooper se emparelham numa condição de ocupação mecânico quântica individual (anti-princípio de Pauli). É assim um fenômeno macroscópico, coletivo do quântico. Para supercondutores cerâmicos (supercondutividade de alta temperatura) entretanto explanações ainda mais continuas devem ser encontradas, desde que os fonons excedentes do efeito recíproco da troca não parecem plausíveis lá. Uma teoria geral (um pouco conspiratória), que poderia explicar supercondutores metálicos e cerâmicos igualmente, não foi encontrada até hoje.
Um estudo de 2019 revelou que os pares de Cooper são bons condutores, enquanto os pares podem conduzir eletricidade com certa resistência, como fazem os metais comuns. Os pares de Cooper são responsáveis pelo transporte de carga neste estado metálico. Essa descoberta exigirá algum trabalho teórico e experimental para entender exatamente o que está acontecendo.